# Pro Evolution Soccer 6
Pro Evolution Soccer 2006 (PES 2006) és un videojoc de futbol, sisena edició de la sèrie PES. És la sisena versió per a PlayStation 2, la quarta per a Microsoft Windows, la segona per a PlayStation Portable i la primera per a Xbox 360 i Nintendo DS.